# Walter Wallmann

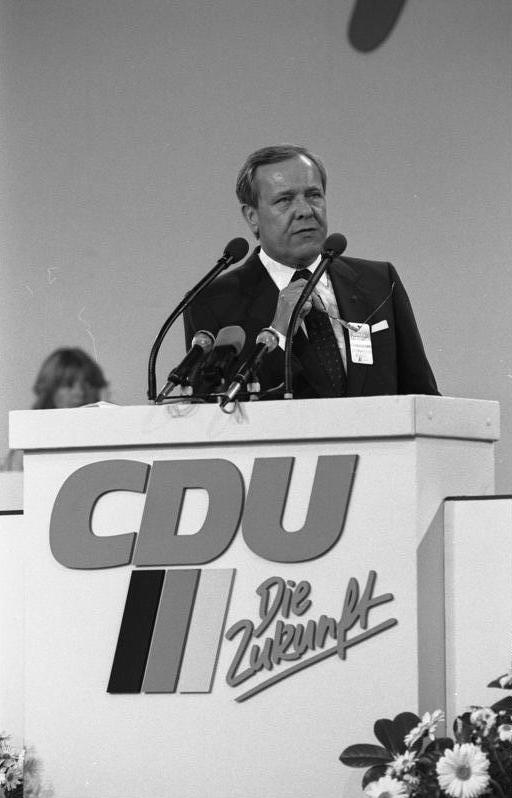
Walter Wallmann.

Walter Wallmann (24 de septiembre de 1932 en Uelzen - 21 de septiembre de 2013 en Fráncfort del Meno) fue un político alemán que ha servido como alcalde de Frankfurt (1977-1986).
Entre 1986 y 1987 fue el primer Ministro Federal de Medio Ambiente, Conservación de la Naturaleza y Seguridad Nuclear. El ministerio fue establecido por el canciller Helmut Kohl, el 6 de junio de 1986 en respuesta a la catástrofe de Chernobyl y la forma de los departamentos de los Ministerios del Interior, de Agricultura y de Salud. Regulaciones estatales importantes durante su mandato fueron el cambio de la ley del impuesto de matriculación para la introducción de vehículos de bajas emisiones y la Ley de detergente de 5 de marzo de 1987.
Dejó el Ministerio Federal de Medio Ambiente para convertirse en ministro-presidente de Hesse (1987-1991). Como Ministro-Presidente también se desempeñó como Presidente del Bundesrat, de mayo a octubre de 1987. Fue miembro de la Unión Demócrata Cristiana.